# Naked Paradise
Pour plus de détails, voir Fiche technique et Distribution.
Naked Paradise est un film américain réalisé par Roger Corman, sorti en 1957.

## Fiche technique
- Titre : Naked Paradise
- Réalisation : Roger Corman
- Scénario : Charles B. Griffith et Mark Hanna
- Photographie : Floyd Crosby
- Musique : Ronald Stein
- Pays de production :  États-Unis
- Lieu de tournage : Hawaï
- Format : Couleurs - 1,37:1 - Mono
- Genre : Film dramatique
- Durée : 68 minutes
- Date de sortie : 
  - États-Unis : janvier 1957

## Distribution
- Richard Denning : Duke Bradley
- Beverly Garland : Max MacKenzie
- Lisa Montell : Lanai
- Dick Miller : Mitch
- Jonathan Haze : Stony Gratoni
- Samuel Z. Arkoff : Sam
- Leslie Bradley : Zach Cotton
- Roger Corman : Employé de bureau